# Рух экзекуцийный
Рух экзекуцийный (пол. Ruch egzekucyjny) — дворянское движение в королевстве Польша и Речи Посполитой XVI в., выступавшее за возврат незаконно захваченных магнатами общественных и королевских земель.

## История
На рубеже XV и XVI веков польская шляхта стремилась получить господствующее положение в государстве и превратиться в высшее дворянство. Члены экзекуционного движения требовали равенства для всех дворян, независимо от их финансового положения и вероисповедания. Существовало широко распространенное убеждение в верховенстве закона над королем и возможности его избрания. Магнаты хотели исключить дворянство из управления государством. В 1501 г. Александр Ягеллончик ограничил королевскую власть в пользу сенаторов Мельницким привилеем.
Новый строй вызвал недовольство шляхты, начавшей борьбу отказом присоединяться к посполитому рушению и уплате налогов. Старосты не сотрудничали с сенатом. На сейме 1503 г. сенат пытался привлечь на свою сторону шляхту, ужесточив законодательство в отношении мещан и крестьян. Однако на практике власть ускользнула из рук сената. Король находился в Литве, сражаясь против великого княжества Московского. Несмотря на отсутствие военных успехов и заключение невыгодного перемирия в 1503 году, позиции Александра после возвращения в Польшу усилились, его решительно поддерживало среднее дворянство и ему удалось сформировать лояльную партию. Лидер великопольского дворянства Ян Лаский, чей статут 1504—1506 гг. послужил основой для требований в последующие годы возглавил «нападение» шляхты на малопольское дворянство. В 1504 г. распределение королевских имений было ограничено и контроль над ними был передан сейму. Начался возврат самовольно захваченных земель, был введен запрет на владение несколькими должностями в одних руках (incompatabilitas). Шляхта вернула себе привилегии, утраченные в 1501 году. Окончательную победу она одержала в 1505 г. на сейме в Радоме — была принята Радомская конституция, которая запрещала королю принимать законы без согласия Сейма.

### Требования
- Уважение к конституциям сеймика (правовым актам) и кодификация законов (отсюда «исполнение законов»),
- Возвращение королю земель короны («królewszczyzny»), часто незаконно удерживаемых магнатами,
- Увеличение силы Сейма',
- Уважение к закону Incompatibilitas 1504 года, запрещавшему совмещать ряд должностей Речи Посполитой одному лицу.
- Уважение к правилу проживания, по которому некоторые местные должности может занимать только жители этих территорий.

Дополнительные требования и идеологии в разное время также включали:
- Никакие новые законы не должны были приниматься без одобрения сейма.
- Сильная центральная власть.
- Сейм должен был стать доминирующей властью в стране.
- Отмена привилегий духовенства. Это включало требования налогообложения церкви, секуляризации церковных земель, ограничения церковной юрисдикции в отношении споров о десятине или других экономических вопросах и пересмотра пожертвований, сделанных церкви.
- Более тесный союз с Литвой и прекращение автономии Королевской Пруссии.
- Реформа государственных финансов.
- Организация постоянной армии.
- Утверждение религиозной свободы.
- Полная отмена пошлин на импорт и ограничений на внутренние пошлины.
- Ликвидация средневековых гильдий, запрет на владение землей нешляхтой, большая экономическая свобода для евреев за счет горожан, включая доступ к городским и поселковым рынкам, и ограничение церковных назначений нешляхты.
- Реформа и модернизация судебной системы.